# Anaptychia ciliaris
Espèce
Anaptychia ciliaris est une espèce européenne de lichens fruticuleux de la famille des Physciaceae.

## Répartition
'Anaptychia ciliaris se rencontre principalement en France, en Espagne, au Royaume-Uni et dans l'Europe centrale.

## Habitat
Présent principalement sur les écorces d'arbres matures en forêts claires, peu présent sur les pierres et les rochers,.

## Description
Ce lichen est de type fruticuleux, on le reconnaît principalement car il a une forme de petit buisson, il est accroché à son support par sa base et il est de couleur olivâtre, blanchâtre, grise ou encore verte. Ses thalles sont petits, ramifiés et aplatis.
Il présente certaines structures particulières qui permettent de le différencier, telles que des cils (petits filaments observables en dessous du thalle ou sur les bords), et des petites apothécies situées sur toute la surface du thalle. A l'inverse on ne voit pas de soralies, de pseudocyphelles, d'isidies (organes de reproduction asexuée en forme de petits boutons), de verrues et de points clairs sur le thalle.

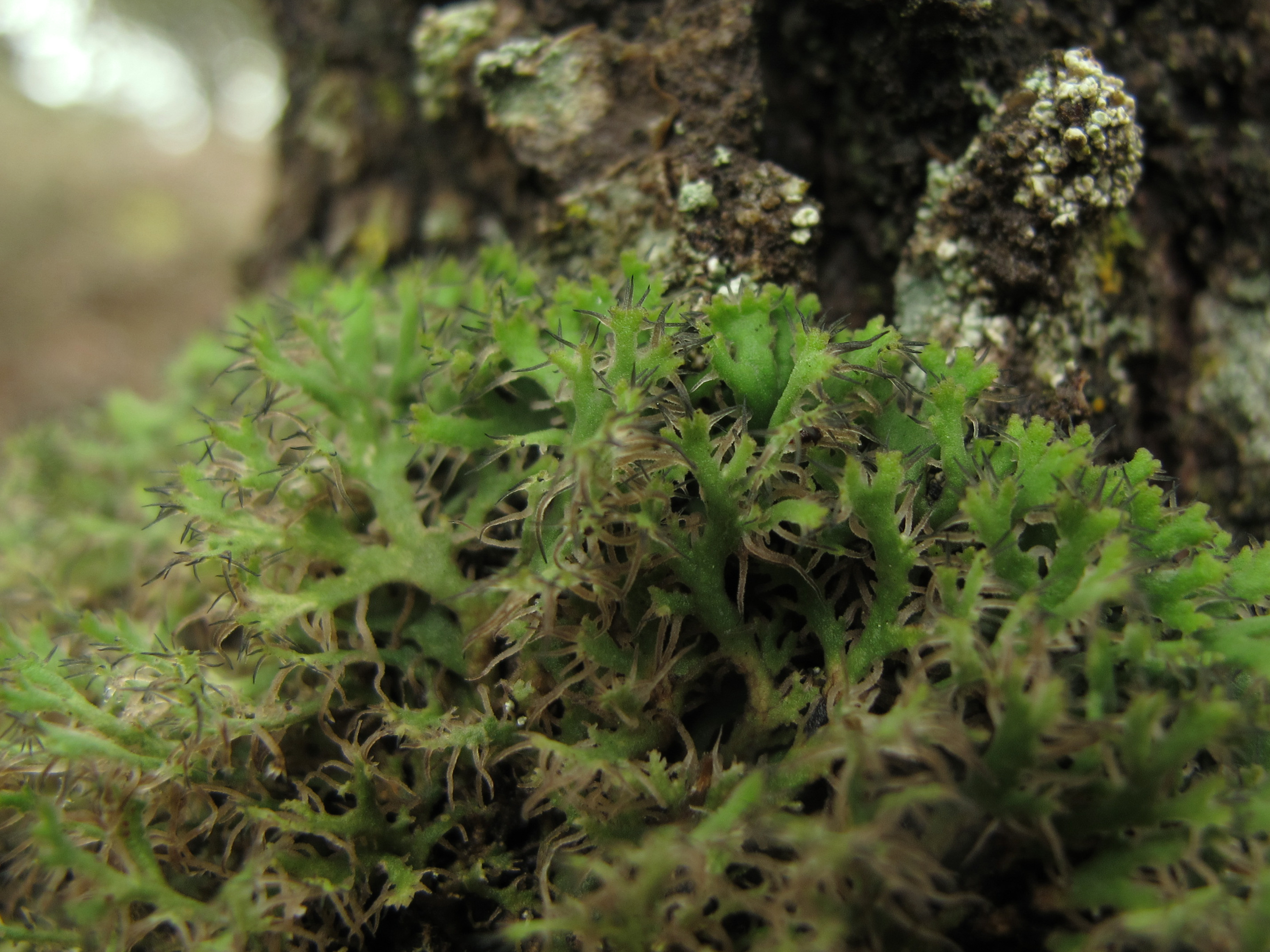
Cils d’Anaptychia cirialis.

## Liste des formes, sous-espèces et variétés
Selon MycoBank (9 mai 2025) :
- Anaptychia ciliaris f. agriopa (Ach.) Boistel, 1903
- Anaptychia ciliaris f. calva Nádv., 1947
- Anaptychia ciliaris f. ciliaris
- Anaptychia ciliaris f. deformis (Jatta) Jatta, 1909
- Anaptychia ciliaris f. leptophylla (Wallr.) Flot., 1850
- Anaptychia ciliaris f. melanosticta (Ach.) Harm., 1907
- Anaptychia ciliaris f. nigrescens B. de Lesd., 1957
- Anaptychia ciliaris f. nigrescens (Bory) Zahlbr., 1931
- Anaptychia ciliaris f. penicillifera Lettau
- Anaptychia ciliaris f. platyphylla (Wallr.) Flot., 1850
- Anaptychia ciliaris f. pruinosa Nádv., 1947
- Anaptychia ciliaris f. saxicola (Nyl.) Arnold, 1884
- Anaptychia ciliaris f. setifera Mereschk.
- Anaptychia ciliaris f. solenaria (Duby) Arnold, 1884
- Anaptychia ciliaris subsp. ciliaris
- Anaptychia ciliaris subsp. mamillata (Taylor) D. Hawksw. & P. James, 1980
- Anaptychia ciliaris subsp. melanosticta (Ach.) Lynge, 1935
- Anaptychia ciliaris var. ciliaris
- Anaptychia ciliaris var. crinalis (Schleich.) Rabenh.
- Anaptychia ciliaris var. humilis Körb., 1859
- Anaptychia ciliaris var. melanosticta (Ach.) Boistel, 1903
- Anaptychia ciliaris var. peruviana Müll. Arg., 1895
- Anaptychia ciliaris var. schulz-korthii Szatala, 1937
- Anaptychia ciliaris var. solenaria (Duby) Frey, 1952

## Systématique
Le nom correct complet (avec auteur) de ce taxon est Anaptychia ciliaris (L.) Flot. (d), 1850.
L'espèce a été initialement classée dans le genre Lichen sous le basionyme Lichen ciliaris L., 1753.
Anaptychia ciliaris a pour synonymes :
- Borrera ciliaris f. nigrescens (Bory) Zahlbr., 1931
- Borrera ciliaris var. glaberrima Bory (1832), 1832
- Borrera ciliaris var. glabrissima Bory, 1832
- Borrera ciliaris var. nigrescens Bory, 1832
- Borrera ciliaris var. tomentella Bory, 1832
- Borrera ciliaris (L.) Ach., 1810
- Dimelaena ciliaris (L.) Norman, 1853
- Hagenia ciliaris (L.) W. Mann, 1825
- Lichen ciliaris L., 1753
- Lichenoides ciliare (L.) Hoffm. (1789), 1789
- Lichenoides ciliaris (L.) Hoffm., 1789
- Lobaria ciliaris (L.) Hoffm., 1796
- Parmelia ciliaris (L.) Ach., 1803
- Physcia ciliaris (L.) DC., 1805
- Platyphyllum ciliare (L.) J. St.-Hil., 1805
- Xanthoria ciliaris (L.) Horw., 1912